# Branchiomma spongiarum
Branchiomma spongiarum är en ringmaskart som beskrevs av Knight-Jones 1994. Enligt Catalogue of Life ingår Branchiomma spongiarum i släktet Branchiomma och familjen Sabellidae, men enligt Dyntaxa är tillhörigheten istället släktet Branchiomma och familjen Sabellariidae. Arten har ej påträffats i Sverige. Inga underarter finns listade i Catalogue of Life.